# Татаурово (Бурятія)
Татаурово (рос. Татаурово) — селище Прибайкальського району, Бурятії Росії. Входить до складу Сільського поселення Татауровського.
Населення — 1810 осіб (2015 рік).